# Nossa bandeira jamais será vermelha

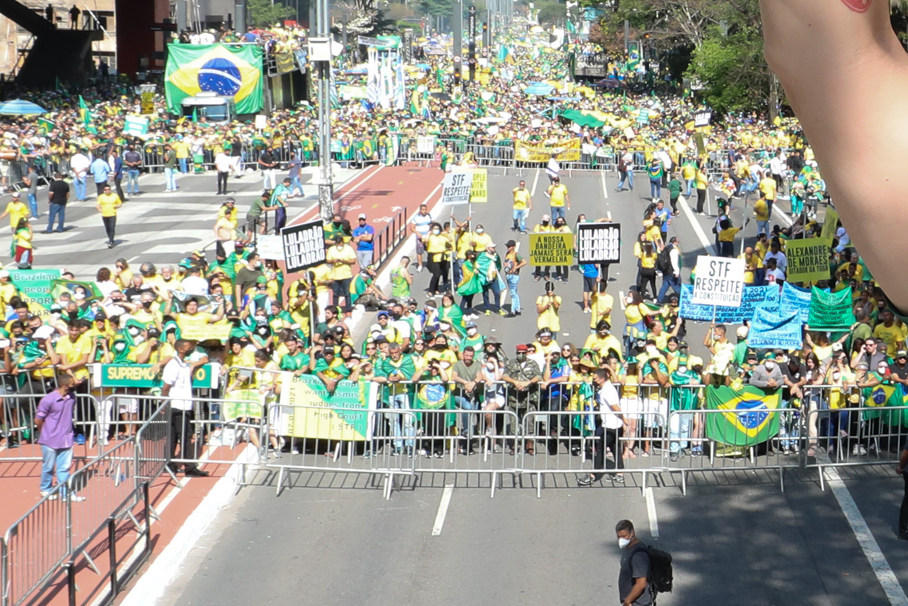
Celebrações ocorridas em 7 de setembro de 2021, dia da Independência do Brasil, quando pessoas seguravam cartazes com os dizeres "Nossa bandeira jamais será vermelha".

Nossa bandeira jamais será vermelha é um bordão utilizado pelo político brasileiro Jair Bolsonaro, especialmente durante sua campanha nas eleições brasileiras de 2018 e em seu subsequente mandato nos quatro anos seguintes. A repercussão do bordão implicou no lançamento de um documentário dirigido por Pablo López Guelli intitulado de forma homônima - A Nossa Bandeira Jamais será Vermelha - bem como a viralização de um episódio no qual uma manifestante que ocupou o Congresso Nacional do Brasil confunde a bandeira do Japão como se fosse a bandeira do Brasil retratada como um símbolo comunista. Em manifestações bolsonaristas, manifestantes gritam o bordão, em referência às bandeiras vermelhas do Partido dos Trabalhadores e dos símbolos do comunismo. Em uma dessas manifestações, a então primeira-dama Michelle Bolsonaro se juntou a apoiadores do presidente que gritavam frases contra governos de esquerda, dizendo 'A nossa bandeira jamais será vermelha'.

## Intepretações
De acordo com especialistas ouvidos em reportagem publicada pela BBC Brasil, a retórica utilizada por Jair Bolsonaro e seus apoiadores de que quem não concorda com seus ideais não é "verdadeiramente brasileiro" fica evidente no referido bordão. De acordo com Mateus Gamba Torres pontualmente, professor na Universidade de Brasília, o uso exacerbado do patriotismo e dos símbolos nacionais é algo típico de momentos autoritários no país. Torres afirma que as cores da bandeira foram utilizadas e propagandeadas por governos e movimentos organizados em contraposição ao que classificam como "ameaça vermelha".
| “                                                                                              | Essa ideia foi muito utilizada especialmente durante a ditadura militar e a Guerra Fria. Dizia-se que quem era comunista ou 'vermelho' não era brasileiro de verdade, pois estava a serviço do governo da União Soviética". | ” |
| — Mateus Gamba Torres, professor do Departamento de História da Universidade de Brasília (UnB) | |   |

.
Edilson Almeida da Silva, antropólogo e ex-coordenador de curso de pós-graduação na Universidade Federal Fluminense, afirma por sua vez que nos momentos em que haveria a necessidade de confrontar algo que ficou conhecido como "perigo vermelho", haveria também uma tendência de recuperar alguns símbolos também cromáticos que possam fazer frente ao "vermelho". Nesse contexto, durante o período eleitoral do ano de 2022, Bolsonaro ordenou a instalação de versões gigantes da bandeira nacional no Palácio do Planalto e no Palácio da Alvorada, muito embora o pavilhão colocado no Planalto tenha chegado a rasgar por causa de fortes ventos. A esquerda política no Brasil, por sua vez, chegou a organizar protestos a fim de "resgatar" a bandeira do Brasil, uma vez que esta estava sendo utilizada como um símbolo do bolsonarismo.